# Srećko Ante Reić
Srećko Ante Reić – Petica (Split, 8. siječnja 1914. – Split, 26. listopada 1987.) bio je sudionik Narodnooslobodilačke borbe, pukovnik JNA, komunist i narodni heroj Jugoslavije.

## Životopis
Rođen je 1914. godine u Splitu. Izučio je zidarski zanat. Već tada je bio aktivan u sindikalnom pokretu i u radničkim kulturno-umjetničkim i športskim društvima. 
Članom Komunističke partije Jugoslavije postao je 1933. godine. U periodu od 1930. do 1941. godine, bio je jedan od organizatora demonstracija u Splitu. Zbog tih ga je aktivnosti policija uhićivala više puta. 
Po izbijanju građanskog rata u Španjolskoj, Srećko se 1937. pridružio skupini iz Jugoslavije koja je pošla u obranu Republike, ali ih je na polasku uhvatila policija i zatvorila.

### Drugi svjetski rat
Poslije Travanjskog rata 1941. godine, radio je kao ilegalni politički radnik. Kod njega je bio centar za prikupljanje oružja i raspačavanje ilegalnog materijala. Kada je u veljači 1942. godine, bila formirana Mosorska partizanska četa, bio je postavljen za zamjenika zapovjednika.
Neprijateljske snage su ubrzo pokrenule napad na četu, pa je njeno zapovjedništvo donijelo odluku, protivnu naredbama nadređenih, da se četa raspusti. Reić je odbio poslušati naređenje, te je ostao sa skupinom boraca na položaju. 
29. travnja 1942. osnovan je Mosorski partizanski odred, a Reić je određen je za zapovjednika. Odmah je pošao u akcije koje su digle moral narodu u mosorskim selima. Četa se zatim borila na Dinari protiv talijanskih okupacijskih snaga.
Moral stanovništva dosta je opao nakon raspuštanja Odreda.
Kada je 22. lipnja 1942. godine bio formiran Udarni bataljun „Tadija Anušić“, Srećko je postao njegov zapovjednik. Ovaj bataljun je, pod njegovim zapovjedništvom, kod Vaganca spriječio prodiranje talijanskih snaga iz Dalmacije za Livno. Početkom rujna, njegov bataljun je ušao u sastav Prve dalmatinske brigade. Prilikom zauzimanja Jajca od strane NOVJ-a, studenog 1942. godine, Srećko i njegovi borci uspjeli su zauzeti najjače utvrđenje, Ćusinu. Za uspješno izvršenje zadatka u ovoj borbi, njegovu brigadu je pohvalio Vrhovni zapovjednik Josip Broz Tito.
U bitci na Neretvi 1943., prilikom osvajanja Prozora, Reićev bataljun je tri dana sprječavao njemačke snage da se probiju od pravca Bugojna. Bataljun je poslije toga prvi ušao u Prozor. I za ovaj je uspjeh brigadu pohvalio osobno Josip Broz Tito. Bataljun je nadalje sudjelovao u borbama na Jablanici prilikom prelaženja Neretve, na Prenju, kod Nevesinja, na Pivi, Zelengori i Sutjesci. 
Bataljun je ostao odsječen na Jahorini, pa je bio prisiljen da se probije u Hercegovinu i priključi Desetoj hercegovačkoj brigadi, gdje je sudjelovao u borbama sve do ožujka 1944. godine. Tada je bataljun ušao u sastav Druge dalmatinske brigade NOVJ-a. Srećko je tom prilikom bio postavljen za zapovjednika Jedanaeste hercegovačke brigade NOVJ-a. Sudjelovao je u borbama za oslobođenje Gacka, Bileće i Nevesinja.
U kolovozu 1944. godine, bio je upućen u Dalmaciju i postavljen za prvog zapovjednika novoformirane Pete hrvatske brigade narodne obrane. 
Poslije istjerivanja osovinskih snaga (postrojbe NDH, Trećeg Reicha i četnika) iz Dalmacije, krajem iste godine, sudjelovao je u uništavanju i zarobljavanju zaostalih skupina neprijateljskih snaga i njihovih suradnika. 
Ubrzo je postao zamjenik zapovjednika Prve hrvatske divizije narodne obrane.

### Poslijeratna karijera
U poslijeratnom periodu, Reić je obavljao mnoge odgovorne dužnosti u Jugoslavenskoj narodnoj armiji. Bio je umirovljen u činu pukovnika JNA. 
I poslije odlaska u mirovinu bio je aktivan na društveno-političkoj sceni. Bio je, među ostalim, i član Oblasnog komiteta SK Hrvatske za Dalmaciju, odbornik Skupštine općine Split i dužnosnik u mnogim športskim organizacijama.
Umro je 26. listopada 1987. godine u Splitu.

## Odlikovanja
Nositelj je Partizanske spomenice 1941, Ordena partizanske zvijezde sa zlatnim i srebrnim vijencem, Ordena bratstva i jedinstva sa srebrnim vijencem, Ordena zasluga za narod sa srebrnim zrakama, Ordena za hrabrost, Ordena za vojne zasluge sa zlatnim mačevima i ostalih jugoslavenskih i stranih odlikovanja, među kojima je i sovjetski Orden domovinskog rata drugog reda. 
Ordenom narodnog heroja odlikovan je 24. srpnja 1953. godine.

## Vanjske poveznice
- Biografija na portalu Ratna kronika Splita 1941-1945